# Phil Ford (Autor)
Phil Ford (* 1950) ist ein britischer Drehbuchautor.

## Leben
Ford war als Drehbuchautor für die Fernsehserien Coronation Street, The Bill, Captain Scarlet und Bad Girls tätig. Er schrieb das Drehbuch für zwei Doctor Who Episoden, vier Doctor Who Adventure Videospielen, das Videospiel The Doctor and the Dalek und die Miniserie Doctor Who: Dreamland. Außerdem war er Hauptautor bei den Sarah Jane Adventures und kreierte gemeinsam mit Russell T Davies die Serie Wizards vs Aliens. Weiter schrieb er mehrere Romane und Hörspiele zu den Fernsehserien The Sarah Jane Adventures und Torchwood, sowie seinen eigenen Roman die Changes Trilogy.

## Filmografie (Auswahl)
- 1997–2002: Coronation Street (Fernsehserie, 7 Episoden)
- 2001–2002: The Bill (Fernsehserie, 4 Episoden)
- 2005: Captain Scarlet (Fernsehserie, 23 Episoden)
- 2006: Bad Girls (Fernsehserie, 17 Episoden)
- 2007: Waterloo Road (Fernsehserie, 2 Episoden)
- 2007–2011: The Sarah Jane Adventures (Fernsehserie, 22 Episoden)
- 2008: Torchwood (Fernsehserie, 1 Episode)
- 2009: Doctor Who: Dreamland (Miniserie, 6 Episoden)
- 2009–2014: Doctor Who (Fernsehserie, 2 Episoden)
- 2012–2014: Wizards vs Aliens (Fernsehserie, 32 Episoden)

## Auszeichnungen und Nominierungen

### Gewonnen
Hugo Awards:
- 2013: Best Dramatic Presentation - Short Form (Doctor Who, geteilt mit Russell T Davies und Graeme Harper)

Writers’ Guild of Great Britain
- 2012: Best Children’s Television Script (The Sarah Jane Adventures)

### Nominierung
Writers’ Guild of Great Britain
- 2009: Television Drama Series (Doctor Who, geteilt mit Russell T Davies und Gareth Roberts)[8]